# Гајола
Гајола (итал. Gaiola) је насеље у Италији у округу Кунео, региону Пијемонт.
Према процени из 2011. у насељу је живело 490 становника. Насеље се налази на надморској висини од 693 м.

## Становништво
| 1936. | 1951. | 1961. | 1971. | 1981. | 1991. | 2001. | 2011. |
| ----- | ----- | ----- | ----- | ----- | ----- | ----- | ----- |
| 506   | 476   | 434   | 423   | 416   | 387   | 471   | 600   |